# Siphona nobilis
Siphona nobilis là một loài ruồi trong họ Tachinidae.